# Al Khawr (stad)
Al Khawr of Al Khor is een stad in Qatar met 31.547 inwoners. (2008). Het is de hoofdstad van de gelijknamige gemeente Al Khawr. 
Al Khawr ligt aan de noordoostkust van Qatar, 60 kilometer van de hoofdstad Doha. De stad kent toenemend toerisme. De visserij vormt een van de grootste inkomstenbronnen voor de stad. 
In deze stad is er een grote sportclub, Al-Khor. De club speelt in de Al Baytstadion. Al Khawr was speelstad bij het wereldkampioenschap voetbal 2022.

## Afbeeldingen

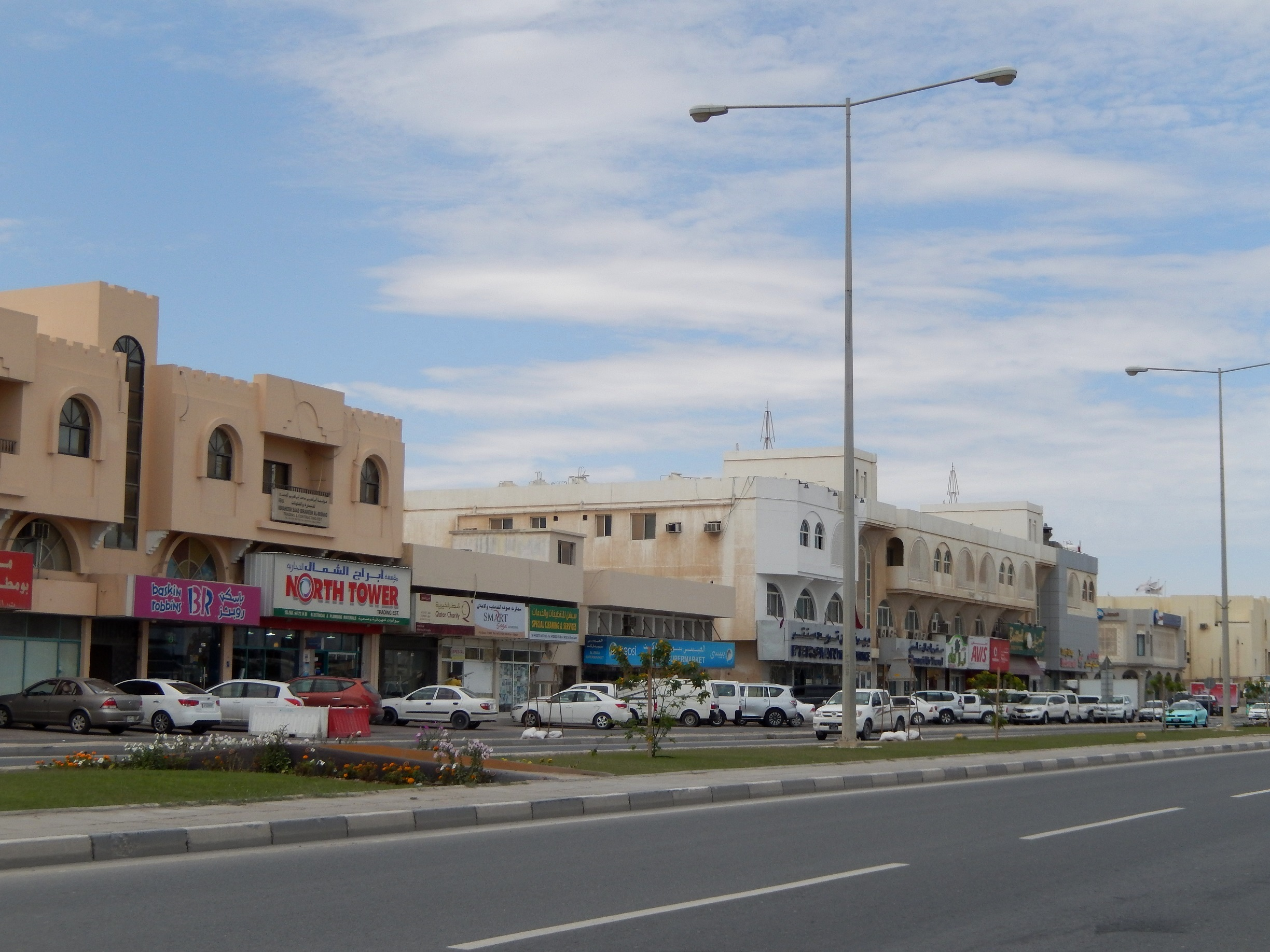
Hoofdstraat
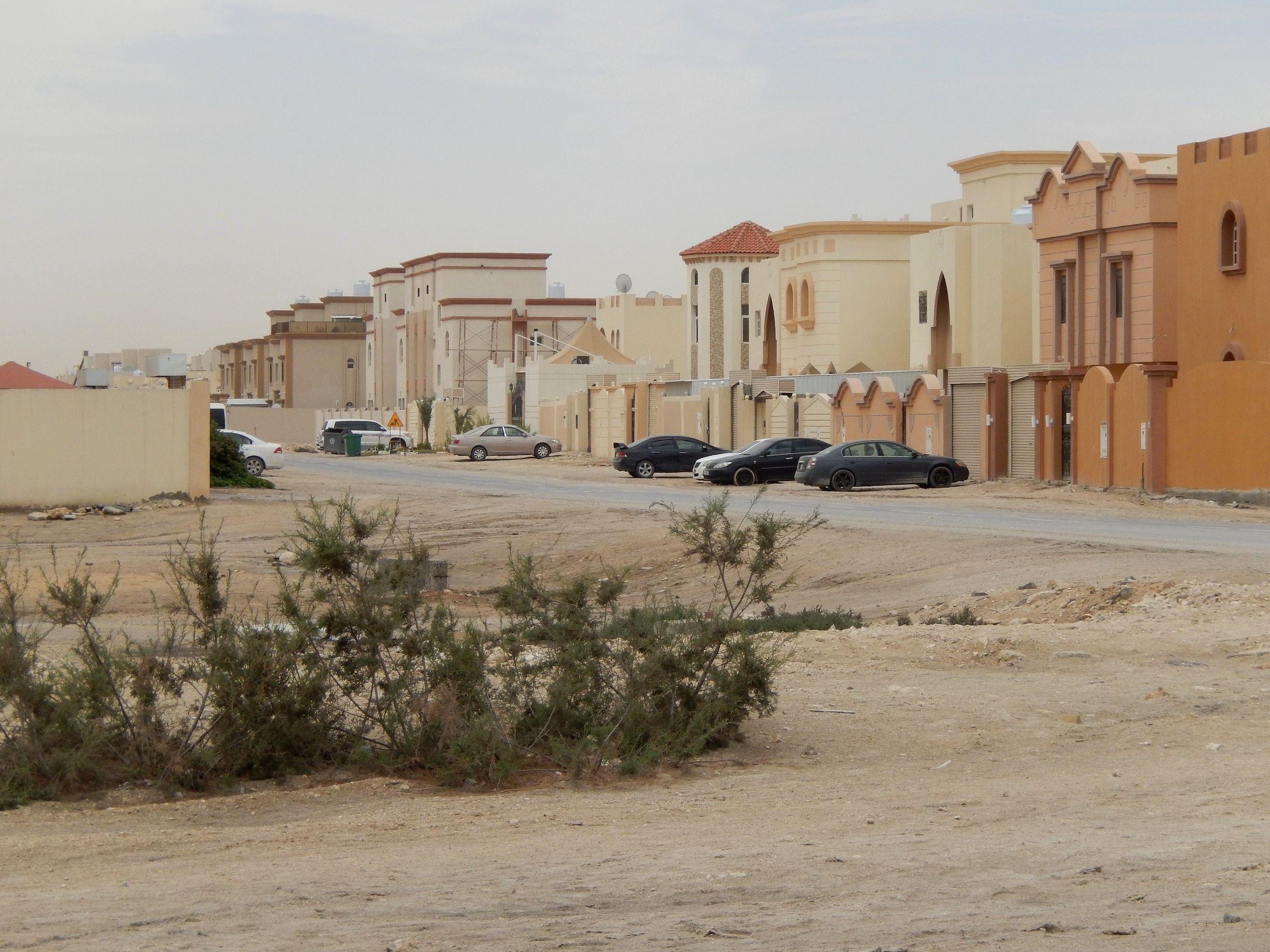
Woonwijk
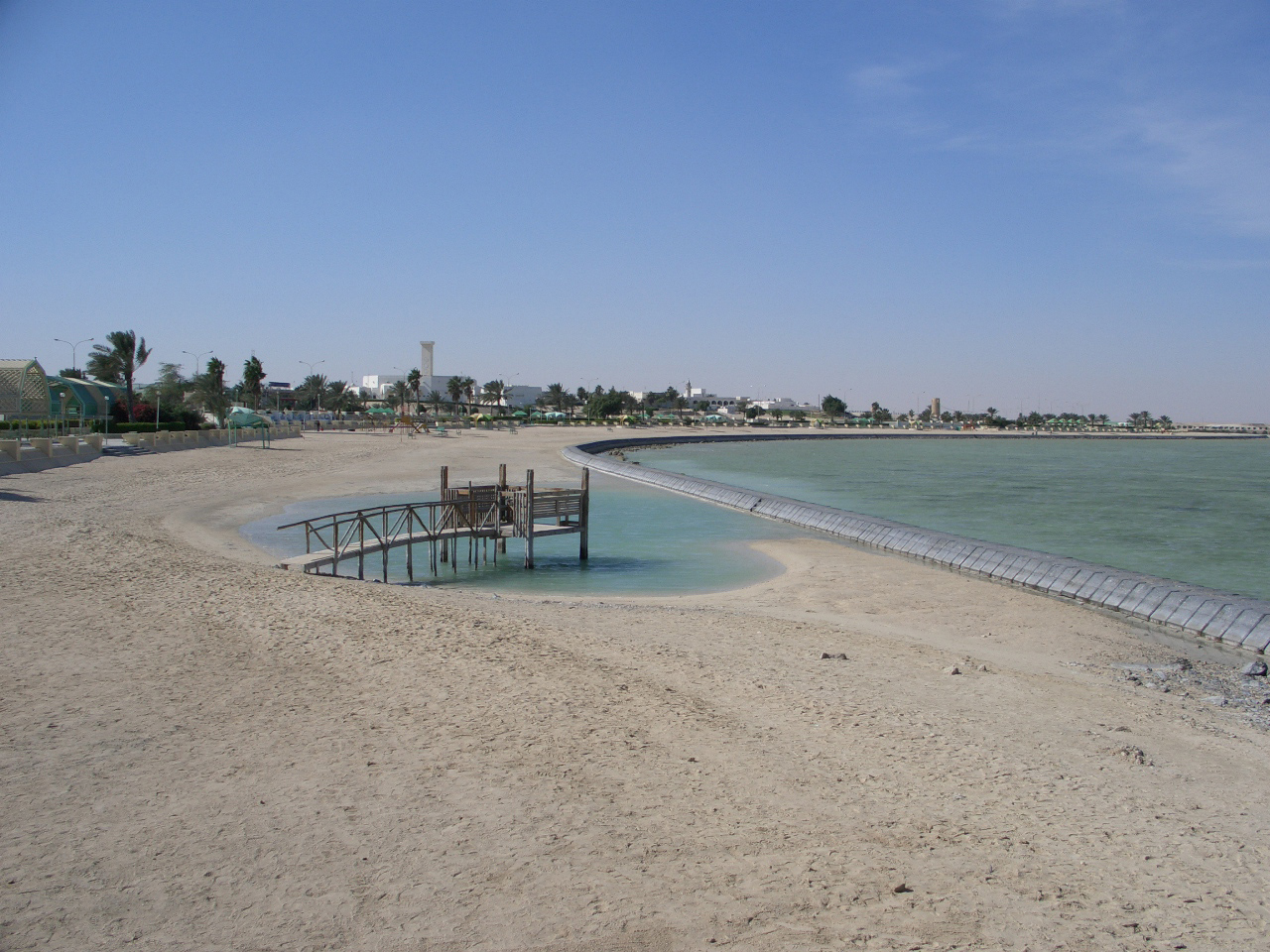
Strand